# Hans Kämmerer (Autor)
Hans Kämmerer (* 22. Juni 1974 in Berlin) ist ein in Berlin geborener und lebender deutscher Autor, Musiker und Klangkünstler.

## Leben und Wirken
2016 veröffentlichte Hans Kämmerer seinen Berlinroman Das rote Tuch beim Verlag Bild und Heimat und 2017 die Fortsetzung Der schwarze März. 2021 erschien der Berlin-Roman Vater unser Land, zu dem es auch ein gleichnamiges Musikalbum gibt, ein Soundtrack zum Buch, genannt book music.
Hans Kämmerer hat in diversen Berliner Bands gespielt, zuletzt bei der Band Chaplin, mit der er 2015 Im Taxi hinter der Tram und 2017 Wenn uns morgen keiner weckt bei Tapete Records veröffentlichte. 2021 veröffentlichte er seine Solo-Alben Field Colors und Skin Tapes auf allen bekannten Streaming-Diensten sowie bei NCR Music mit dem Musiker Patrick Kuhn unter dem Projektnamen Kämmerer Kuhn das Album Vater unser Land. 2022 erschien das Various Artists Album In The Order of Duration, 2023 das Various Artists Album A Deeper Layer to Move. 2023 erschien Hans Kämmerers erstes reines Ambient Album Am Heidebusch Ambiente, welches in voller Länge auf Radio eins lief. Es folgten 2023 die Soloalben Playing Piano Like Typing Text und Mon chat Prada n'est pas à Paris sowie 2024 Sequel Cinema Vol. 01 und Sequel Cinema Vol. 02.
Am 18. März 2018 premierte das Stück Dreier (J. Roselt) am Landestheater Detmold unter der Regie von Jessica Sonia Cremer, bei dem Hans Kämmerer die komplette Sound-Kulisse gestaltete. Ebenso komponierte und produzierte er im Jahre 2019 die Musik und Sounds der Stücke Konstellationen von Nick Payne, 2020 zu Sprachlos die Katastrophe im Bereich der Liebe von Henriette Dushe sowie 2021 Der Fiskus von Felicia Zeller, welche am Theater Ulm und ebenfalls von Jessica Sonia Cremer inszeniert wurden.
2019 war Hans Kämmerer Teil der Kurzstrecke 84 von Deutschlandfunk Kultur. Von 2018 bis 2020 nahm er am Kunstfestival 48 Stunden Neukölln teil und hatte 2018 eine Einzelausstellung in der Klangkunst-Galerie Ohrenhoch.

## Werke
- Das rote Tuch, Bild und Heimat, Berlin 2016, ISBN 978-3-95958-060-1
- Der schwarze März, Bild und Heimat, Berlin 2017, ISBN 978-3-95958-751-8
- Vater unser Land, BoD, 2021, ISBN 978-3-7557-1406-4